# Helena Westermarck
Helena Charlotta Westermarck (Helsinki, 20 novembre 1857 – Helsinki, 5 aprile 1938) è stata una pittrice e scrittrice finlandese.
Essendo di madre lingua svedese le sue opere letterarie sono scritte in tale lingua.

## Biografia
Helena Charlotta Westermarck nacque ad Helsinki, figlia di Nils Christian Westermarck, professore di latino presso l'Università di Helsinki e di Constance Gustava Maria Blomqvist, a sua volta figlia del bibliotecario della stessa università, ambedue appartenenti alla colta e benestante minoranza di lingua svedese della Finlandia. Suo fratello fu l'antropologo Edvard Westermarck.
Dal 1874 al 1877, studiò disegno all'"Accademia di belle arti di Helsinki" e continuò poi fino al 1880 nello studio del pittore Adolf von Becker.

Nel 1880, si trasferì a Parigi con la sua amica Helene Schjerfbeck per completare gli studi d'arte, e si iscrisse all'Académie Colarossi nel 1880 e nel 1881, poi ancora nel 1884.
Le sue opere, improntate ad uno schietto realismo, sono sempre espressione di una grande sensibilità, in particolare i ritratti e le composizioni di figure. All'Expo del 1899 ella ricevette una menzione d'onore per il suo quadro Strykerskor.
A Parigi, però, Helena contrasse la tubercolosi e da quei giorni non poté (e forse anche non volle) più dipingere, anche se guarì dal male. Durante la malattia e la lunga degenza cominciò invece a scrivere dei saggi di critica d'arte per la rivista "Finsk Tidskrift", abbandonando sempre più l'idea di una carriera di pittrice. 
In seguito, Helena Westermarck scrisse romanzi e racconti, ma non dimenticò mai il tema che le era più caro: la condizione femminile e la storia della donna, su cui si
espresse in diversi saggi teorici e storici, fra cui una serie di biografie di personaggi femminili, come Mathilda Rotkirch (1926), Adelaide Ehrnrooth (1928), e Rosina Heikel (1930). Le sue memorie furono pubblicate nel 1941.

Per questa sua attività fu considerata fra le persone più influenti dell'"Unione femminista finlandese".
Helena Westmarck morì a Helsinki, ottantenne, nel 1938.

## Opere letterarie

### Narrativa
- (SV) Ur studieboken. 1-2 : berättelser och utkast, Borgå, Helsinki, Söderström, 1890-1891.
- (SV) Framåt : berättelse, Stockholm, Bonnier, 1894.
- (SV) Nyländska folksagor berättade för ungdom, Helsinki, 1897-1913.
- (SV) Lifvets seger : berättelse, Helsinki, Söderström, 1898.
- (SV) I fru Ulrikas hem : interiör från farmödrarnas tid, Teckningar och minnesskrift från 1800-talet ; 1, Stockholm, Bonnier, 1900.
- (SV) Ljud i natten : berättelse, Tecken och minnesskrift från adertonhundratalet ; 2, Stockholm, Bonnier, 1903.
- (SV) Dolda makter : bilder och hägringar, Helsinki, Söderström, 1905.
- (SV) Bönhörelse : en historia, Helsinki, Söderström, 1909.
- (SV) Vandrare : roman, Teckningar och minnesskrift från 1800-talet ; 3, Helsinki, Söderström, 1911.
- (SV) Vägvisare : berättelse, Helsinki, Söderström, 1922.
- (SV) Berättelser i urval, Helsinki, Söderström, 1951. - Utgivna av Rolf Pipping.

### Varie
- (SV) George Eliot och den engelska naturalistiska romanen : en litterär studie, Helsingsfors, Hagelstam, 1894.
- (SV) Fredrika Runeberg : en litterär studie, Helsinki, 1904.
- (SV) Fredrika Runeberg : Ett föredrag, Föreningen Marthas skrifter, Helsinki, 1912.
- (SV) Kvinnospannée : kulturbilder från 1800-talets förra del, Helsinki, 1913.
- (SV) Om kvinnorörelsen och dess uppkomst : Föredrag hållet i svenska kvinnoförbundet, Helsinki. Svenska kvinnoförbundets föredragsserie ; 3. 1913, Helsinki, 1913.
- (SV) Nyland i skaldernas sång och saga, [Nyland]. Hembygdsforskningens vänner i Nyland ; [1.] 1915, Helsinki, 1915.
- (SV) Elisabeth Blomqvist. 1-2 : hennes liv och gärning  : en biografisk studie, enligt brev och dagboksanteckningar, Helsinki, 1916-1917.
- (SV) Mathilda Rotkirch, Finlands första målarinna : en kulturbild, Helsinki, Söderström, 1926.
- (SV) Adelaide Ehrnrooth : kvinnospannée i Finländskt kulturliv, Helsinki, 1928.
- (SV) Finlands första kvinnliga läkare Rosina Heikel, Kvinnospannée i finländskt kulturliv, Helsinki, 1930.
- (SV) Tre konstnärinnor : Fanny Churberg, Maria Wiik och Sigrid af Forselles, Helsinki, 1937.
- (SV) Mina levnadsminnen, Åbo, 1941.

## Premi
- 1900, Premio nazionale finlandese di letteratura, per Lifvets seger.

## Galleria d'immagini

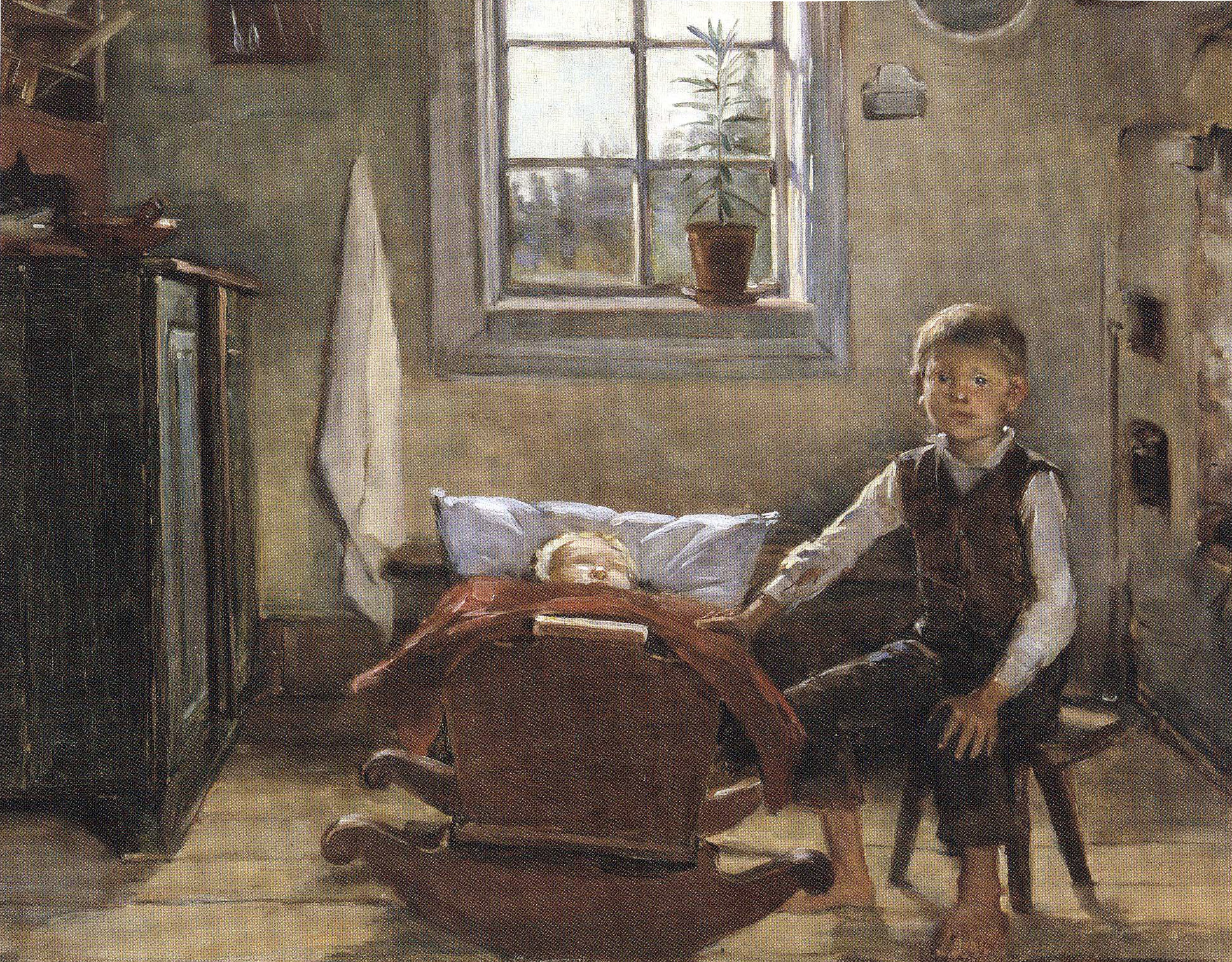
Bambini nella stanza, 1892
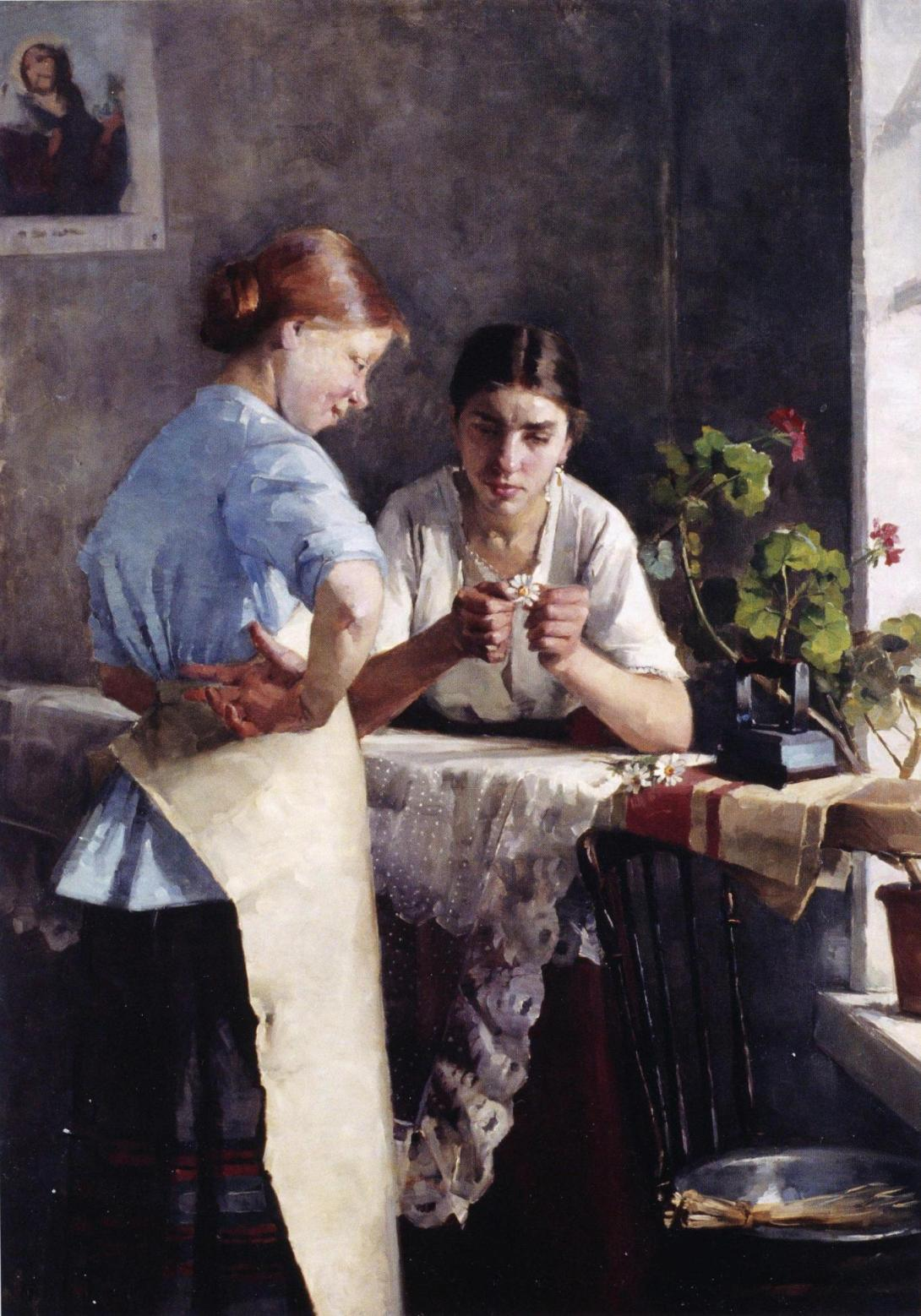
Le stiratrici, 1883
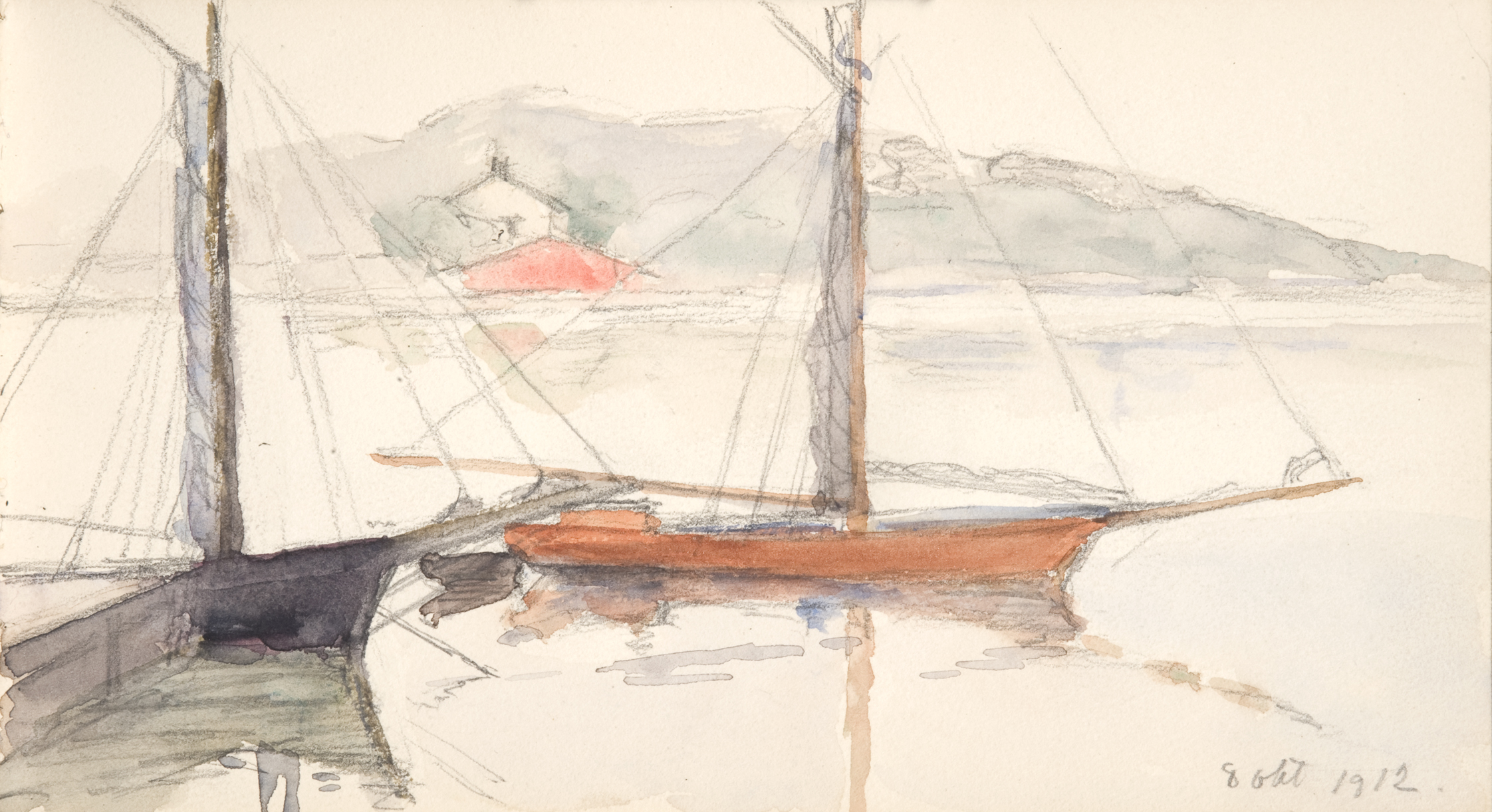
Barche a vela a Brunnsparken, 1912
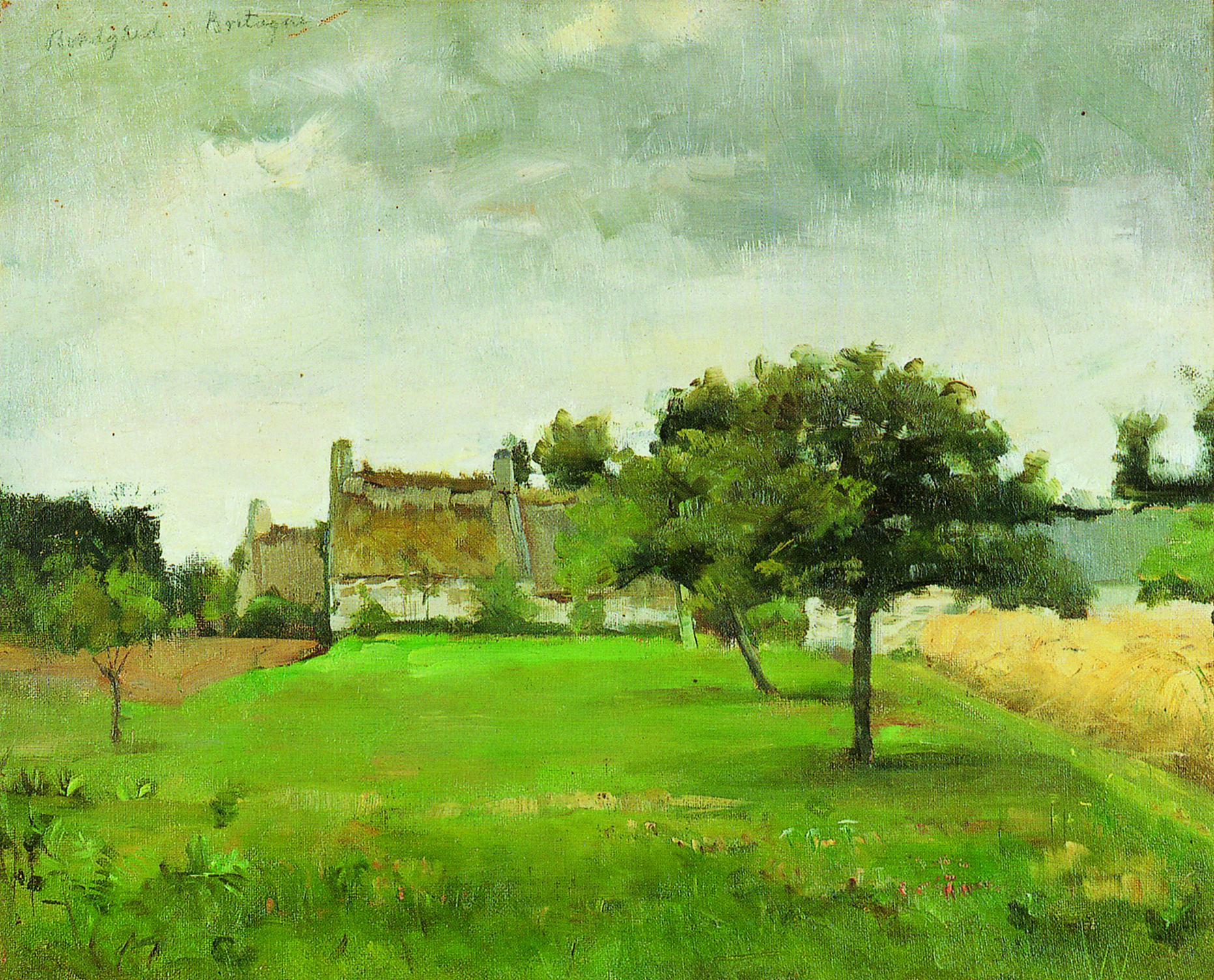
Fattoria in Bretagna, 1884
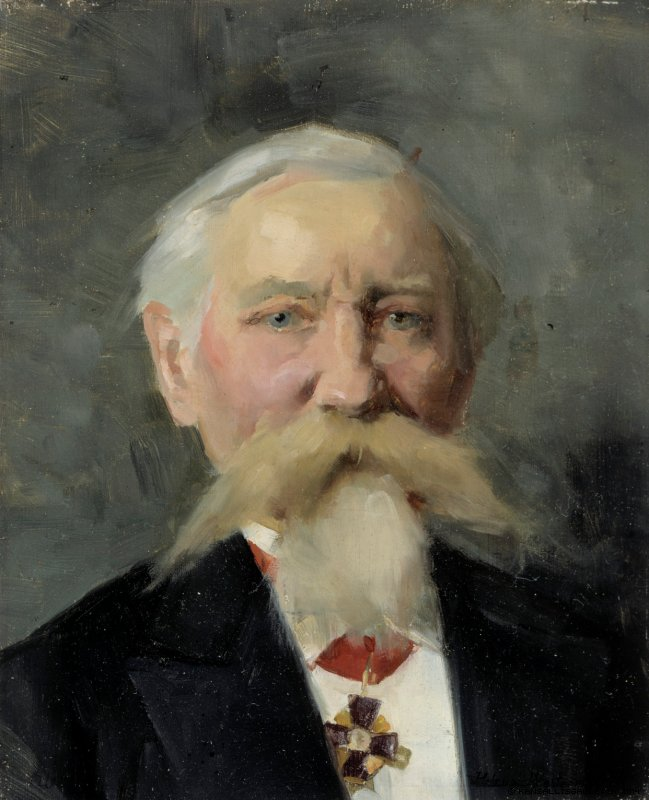
Il Generale Albert Westermarck, 1880